# Yixunita
La yixunita és un mineral de la classe dels elements natius. El nom prové de la seva localitat tipus, prop del poble de Damiao i el riu Yixun, província de Hebei, República Popular de la Xina.

## Classificació
La yixunita es troba classificada en el grup 1.AG.50 segons la classificació de Nickel-Strunz (1 per a Elements; A per a Metalls i aliatges intermetàl·lics i G per a Aliatges metàl·lics PGE; el nombre 50 correspon a la posició del mineral dins del grup). En la classificació de Dana el mineral es troba al grup 1.2.6.3 (1 per a Elements natius i aliatges i 2 per a Metalls del grup del platí i aliatges; 6 i 3 corresponen a la posició del mineral dins del grup).

## Característiques
La yixunita és un mineral de fórmula química Pt₃In. Cristal·litza en el sistema isomètric. La seva duresa a l'escala de Mohs és 6.

## Formació i jaciments
S'ha descrit en Àsia.